# Огнев, Владимир Фёдорович
Влади́мир Фёдорович О́гнев (настоящая фамилия Немец; 7 июля 1923, Полтава, Украинская ССР — 17 января 2017, Москва, Российская Федерация) — советский и российский литературный критик, прозаик, сценарист.

## Биография
Участник Великой Отечественной войны. После демобилизации окончил Литературный институт имени А. М. Горького (1950). Работал в «Литературной газете» (1949—1957), затем редактором на киностудии, возглавлял альманах «Горизонт» и журнал «Феникс — ХХ».
Первый сборник литературно-критических статей Огнева «Поэзия и современность» вышел в 1957 г.  В книгу вошли работы о поэзии И. Сельвинского, А. Твардовского, В. Луговского, Л. Мартынова, Н. Хикмета и др. 
В то же время Огнев резко критиковал стихотворения таких авторов тех лет, как  А. Сурков,  А. Софронов, Н. Грибачёв.
Как впоследствии вспоминал сам автор, весь тираж его книги «тут же был уничтожен»:

Я пришёл в литературу в середине прошлого века, в пору крушения мечты о новом обществе, и первая моя книга «Поэзия и современность» (весь тираж которой тут же был уничтожен) попала в трещину крутой перемены курса страны — от радикальных претензий к растерянному полувозвращению к невыполненным обещаниям...

Четыре года спустя, в 1961 г., вышло новое, переработанное издание книги под тем же названием. Огнева заставили снять критику на одного из секретарей. 

Однажды поздним вечером в съёмной моей квартире раздался телефонный звонок. Лесючевский предложил мне снять критику трёх секретарей, обещая выпустить многострадальную книгу. В результате долгих споров сошлись на том, что я убираю из книги одного Суркова. Всё-таки автор «Бьётся в тесной печурке огонь…».

Коллеги, прочитавшие «Поэзию и современность», отмечали «страстность, широту критического мышления, тонкий вкус, с которым написаны все статьи книги» 
В. Огнев — автор многих книг статей, прозы, воспоминаний, составитель (совместно с Дорианом Роттенбергом) двуязычной антологии «Пятьдесят советских поэтов» (англ. Fifty Soviet Poets; 1969, ряд переизданий), охватывающей картину советской поэзии послевоенных лет — стихотворения 1940–1960-х гг. Ахматовой, Пастернака, Сельвинского, Заболоцкого, Твардовского, Луговского, Слуцкого и др. были представлены в ней на русском и английском языках. Подборка каждого поэта предварялась небольшим вступлением В. Огнева на английском. 
Автор нескольких киносценариев, мемуарных очерков.
Член Союза писателей СССР (1952) и Союза кинематографистов СССР (1969). В 1991—2003 гг. — президент Международного Литфонда.
Похоронен на Пятницком кладбище.

## Отзывы современников
«Огнев даёт панораму литературы Восточной Европы. Он знает языки и культуру чехов и сербов, болгар и поляков. Они его издают у себя, ценят и любят. Он знает поэзию наших республик. «У карты поэзии», «Становление таланта», «Литовская мозаика», «Грузинские этюды» – книги – называю некоторые – останутся надолго. Грузины и литовцы удивляются, что Огнев про них знает так много и точно… Очень интересная книга Владимира Огнева «Экран – поэзия факта»… Есть удивление перед новыми качествами искусства. Необходимость для нас всех иначе мыслить… Владимир Огнев – новый тип критика… Нужно многое знать и многое уметь. В «Книге про стихи», значение которой недооценено нами, Огнев снова вводит Тынянова, Эйхенбаума, но по-новому. Даёт анализ стиха в его связи с историей и смыслом времени, идёт дальше».

```
       
Виктор Шкловский
, 
1983
```

«Я не хочу обидеть других критиков… но лично с особым удовольствием читаю книги Огнева – поэта в критике. Пабло Неруда говорил Эренбургу о том, что Огнев написал о его творчестве лучшую статью. А ведь о Неруде писали во всём мире!.. Что такое, например, интересная, я бы даже сказал увлекательная книга Владимира Огнева «Югославский дневник»? Путевые очерки? Рассказ о югославской культуре? Повесть о времени с грустным ощущением возраста? Тревожные размышления об угрозе войны через воспоминание о прошлой. Второй мировой? И то, и другое, и третье, и четвёртое… «Югославский дневник» – просто отличная проза…».

```
      
Расул Гамзатов
, 
1983
```

«Дорогой Владимир!.. «Феникс» мне понравился… Особенно переводы Хласко и Мрожека. С удовольствием предложил бы Вам что-нибудь, но продукция последнего года преимущественно – по-английски. Бог даст, Ваше издание и я протянем ещё некоторое время, и нам удастся соединиться. Сердечно Ваш»

```
       
Иосиф Бродский
, 
1993
```

```

```

«Надеюсь… Если будет на то Ваша воля, и повидать Вас. Уже совсем мало осталось тех, с кем хочется поговорить, и может быть, попрощаться…».

```
        
Валентин Распутин
, 
2012
```

### Зарубежные издания
- Szkice o poezji. Warszawa, Panstwowy Instytut Wydawniczy, 1964. — 256 s.
- Зелено, червено, зелено… Повест. София, Отечествен фронт, 1974. — 180 с.
- Верде, рошу, верде... Повестире. Кишенэу: Литература артистикэ, 1988. — 188 с.

## Сценарии
- 1965 — Ночи без ночлега